# Anthrenus oceanicus
Anthrenus oceanicus es una especie de escarabajo de piel del género Anthrenus, categorizada en la tribu Anthrenini, de la subfamilia Megatominae. Mide aproximadamente 3 mm de longitud.

## Distribución
Se distribuye por Egipto, India, Malasia, Sri Lanka y Nueva Caledonia. Introducida en Inglaterra.

## Taxonomía
Fue descrita por Fauvel en 1903.